# Prowincja Roi Et
Roi Et (taj. ร้อยเอ็ด) – jedna z prowincji (changwat) Tajlandii. Sąsiaduje z prowincjami Kalasin, Mukdahan, Yasothon, Sisaket, Surin i Maha Sarakham.
]